# Miss Mundo 1989
Miss Mundo 1989, la trigésima novena edición del certamen de Miss Mundo, se celebró el 22 de noviembre en el Centro de Exhibiciones y Convenciones de Hong Kong.
Representantes provenientes de setenta y ocho países y territorios participaron en el concurso; fue la primera vez en la historia de los concursos de belleza que se contó con la presencia de una candidata de la Unión Soviética. Al final del evento, Miss Mundo 1988, Linda Pétursdóttir de Islandia, coronó a su sucesora, Aneta Beata Kreglicka de Polonia.

## Resultados
Estos fueron los resultados finales.
| Resultados Finales      | Finalista |
| ----------------------- | --- |
| Miss Mundo 1989         | - Polonia - Aneta Beata Kreglicka |
| 1° Finalista            | - Canadá - Leanne Caputo |
| 2° Finalista            | - Colombia - Mónica María Isaza Mejía |
| 3° Finalista            | - Tailandia - Prathumrat Woramali |
| 4° Finalista            | - Estados Unidos - Jill Renee Scheffert |
| Semifinalistas (Top 10) | - Islas Vírgenes de los Estados Unidos - Vania Thomas - Australia - Natalie Tania McCurry † - Irlanda – Barbara Ann Curran - Mauricio - Jeanne Françoise Nathalie Clement - Reino Unido - Suzanne Younger |

### Premiaciones Especiales
- Miss Personalidad: Greet Ramaekers (Bélgica).
- Miss Fotogénica: Anna Gorbunova   (URSS).

### Reinas Continentales
- África: Jeanne-Françoise Clement (Mauricio).
- América: Leanne Caputo (Canadá).
- Asia: Prathumrat Woramali (Tailandia).
- Caribe: Vania Thomas (Islas Vírgenes de los Estados Unidos).
- Europa: Aneta Beata Kreglicka (Polonia).
- Oceanía: Tania McCurry (Australia).

## Relevancia Histórica
- Esta fue la primera vez que Miss Mundo se celebró fuera del Reino Unido, o sea en Hong Kong.
- La competencia preliminar de traje de baño de Miss Mundo se realizó en Hong Kong y Taiwán.[6]
- El Desfile de las Naciones de Miss Mundo 1989 se introdujo por primera vez en la obertura de la gala final, como también el desfile de los vestidos de gala.[7]
- Esta fue la primera vez que se otorgó el premio a la "Reina Continental del Caribe".
- 7 de los 10 países que clasificaron en las semifinales, no clasificaron el año pasado: Tailandia (1972), Mauricio (1975), Canadá (1984), Irlanda (1986), Colombia (1987), Polonia (1987), y las Islas Vírgenes de los Estados Unidos clasificó por primera vez desde su debut en 1982.

## Panel de Jueces
| - Eric Morley - Krish Naidoo - Bryan Daniels - Rob Brandt - Diane Shin | - Peter Lam - Giselle Laronde, Miss Mundo 1986 de Trinidad y Tobago - Richard Kerring - George Pittman |

## Candidatas
78 candidatas de todo el mundo se presentaron en este certamen.
| País                                 | Candidata                             | Ciudad                           | Puntaje Preliminar |
| ------------------------------------ | ------------------------------------- | -------------------------------- | ------------------ |
| Alemania                             | Jasmine Bell                          | Berlín                           | 22                 |
| Argentina                            | Patricia Weidenhofer                  | La Pampa                         | 19                 |
| Aruba                                | Delailah Odor-Wever                   | Oranjestad                       | 18                 |
| Australia                            | Natalie Tania McCurry (†)             | Sídney                           | 25                 |
| Austria                              | Marion Amann                          | Viena                            | 20                 |
| Bahamas                              | Carolyn Moree                         | Nassau                           | 18                 |
| Bélgica                              | Greet Ramaekers                       | Limburgo                         | 18                 |
| Belice                               | Martha Badillo                        | San Pedro                        | 18                 |
| Bermudas                             | Cherie Tannock                        | Parroquia de Warwick             | 18                 |
| Bolivia                              | María Victoria Julio                  | Tarija                           | 21                 |
| Canadá                               | Leanne Caputo                         | Municipalidad Regional de Halton | 29                 |
| Checoslovaquia                       | Jana Hronkova                         | Košice                           | 21                 |
| Chile                                | Claudia Celis Bahamondes              | Santiago                         | 18                 |
| Chipre                               | Irma Voulgari                         | Larnaca                          | 18                 |
| Colombia                             | Mónica María Isaza Mejia              | Medellín                         | 26                 |
| Corea                                | Kim Hye-ree                           | Seúl                             | 24                 |
| Costa Rica                           | María Antonieta Sáenz Vargas          | San José                         | 18                 |
| Curazao                              | Supharmy Sadjie                       | Willemstad                       | 18                 |
| Dinamarca                            | Charlotte Pedersen                    | Holstebro                        | 21                 |
| Ecuador                              | Ximena Paulett Correa Jarre           | Machala                          | 18                 |
| El Salvador                          | Ana Ester Aguilar                     | San Salvador                     | 19                 |
| España                               | Eva María Pedraza López               | Córdoba                          | 18                 |
| Estados Unidos                       | Jill Renee Scheffert                  | Oklahoma City                    | 26                 |
| Filipinas                            | Estrella Singson Querubin             | Manila                           | 20                 |
| Finlandia                            | Åsa Maria Lövdahl                     | Helsinki                         | 25                 |
| Francia                              | Stephanie (Peggy) Zlotkowski          | Burdeos                          | 19                 |
| Ghana                                | Afua Amoah Bonsu                      | Acra                             | 18                 |
| Gibraltar                            | Audrey Gingell                        | Gibraltar                        | 18                 |
| Grecia                               | Katerina Petropoulou                  | Atenas                           | 18                 |
| Guam                                 | Cora Taitano Yanger                   | Mangilao                         | 18                 |
| Guatemala                            | Rocío Lerma de la Vega                | Ciudad de Guatemala              | 19                 |
| Guyana                               | Lyla Shalimar Ryhaan Majeed           | Georgetown                       | 18                 |
| Holanda                              | Liesbeth Caspers                      | Noordwijk                        | 25                 |
| Honduras                             | Belinda Bodden Álvarez                | San Pedro Sula                   | 20                 |
| Hong Kong                            | Ewong Yung-Hung                       | Hong Kong                        | 18                 |
| Hungría                              | Magdolna Gerloczy                     | Budapest                         | 22                 |
| Irlanda                              | Barbara Ann Curran                    | Dublín                           | 26                 |
| Islandia                             | Hugrun Linda Gudmundsdóttir           | Reikiavik                        | 19                 |
| Islas Caimán                         | Michelle Garcia                       | Gran Caimán                      | 18                 |
| Islas Vírgenes de los Estados Unidos | Vania Thomas                          | Saint Thomas                     | 21                 |
| Israel                               | Ronit Siton                           | Jerusalén                        | 23                 |
| Italia                               | Paola Mercurio                        | Nápoles                          | 23                 |
| Jamaica                              | Natasha Lee Marcanik                  | Kingston                         | 18                 |
| Japón                                | Kaori Muto                            | Tokio                            | 19                 |
| Kenia                                | Grace Chabari                         | Mombasa                          | 19                 |
| Letonia                              | Ina Magone                            | Liepāja                          | 18                 |
| Luxemburgo                           | Chris Scott                           | Luxemburgo                       | 23                 |
| Macao                                | Guilhermina Madeira da Silva Pedruco  | Macao                            | 18                 |
| Malasia                              | Vivien Chen Shee-Yee                  | Kuching                          | 18                 |
| Malta                                | Marika Micallef                       | Għargħur                         | 18                 |
| Mauricio                             | Jeanne-Françoise Nathalie Clement     | Distrito de Plaines Wilhems      | 20                 |
| México                               | Nelia María Ochoa Arteaga             | Veracruz de Ignacio de la Llave  | 22                 |
| Namibia                              | Emarencia (Emsie) Esterhuizen         | Windhoek                         | 18                 |
| Nigeria                              | Bianca Odumegwu-Ojukwu                | Enugu                            | 18                 |
| Noruega                              | Bente Charlotte Rosenkilde Brunland   | Oslo                             | 25                 |
| Nueva Zelanda                        | Helen Rowney                          | Auckland                         | 18                 |
| Panamá                               | Gloria Stella Quintana                | Ciudad de Panamá                 | 21                 |
| Papúa Nueva Guinea                   | Joycelin Leahy                        | Puerto Moresby                   | 18                 |
| Paraguay                             | Alicia María Jaime Villamayor         | Asunción                         | 18                 |
| Perú                                 | Maritza Úrsula Zorrilla Priori        | Lima                             | 19                 |
| Polonia                              | Aneta Beata Kreglicka                 | Gdansk                           | 29                 |
| Portugal                             | Maria Angelica Mira Rosado            | Lisboa                           | 19                 |
| Puerto Rico                          | Tania Collazo                         | Orocovis                         | 18                 |
| Reino Unido                          | Suzanne Younger                       | Caerphilly                       | 26                 |
| República Dominicana                 | Irma Guillermina Mauriz Pimentel      | San Felipe de Puerto Plata       | 19                 |
| San Vicente y las Granadinas         | Anna Young                            | Kingstown                        | 19                 |
| Singapur                             | Jacqueline Ang                        | Singapur                         | 19                 |
| Sri Lanka                            | Serena Danvers                        | Colombo                          | 18                 |
| Suecia                               | Lena Berglind                         | Gotemburgo                       | 18                 |
| Suiza                                | Catherine Mesot                       | Wil                              | 19                 |
| Tailandia                            | Prathumrat Woramali                   | Bangkok                          | 29                 |
| Taiwán                               | Wang Min-Yei                          | Taipéi                           | 18                 |
| Trinidad y Tobago                    | Samantha Bhagan                       | Diego Martín                     | 18                 |
| Turquía                              | Burcu Burkut                          | Esmirna                          | 19                 |
| Uganda                               | Doreen Lamon-Opira                    | Kampala                          | 18                 |
| Unión Soviética                      | Anna Gorbunova                        | Moscú                            | 24                 |
| Venezuela                            | Fabiola Chiara Candosin Marchetti (†) | Caracas                          | 20                 |
| Yugoslavia                           | Aleksandra Dobras                     | Bania Luka                       | 18                 |

## Acerca de los países participantes

### Debut
- Hungría
- Letonia
- Namibia
- Unión Soviética

### Regresos
- Compitió por última vez en 1969.
  -  Checoslovaquia
- Compitieron por última vez en 1985.
  -  Aruba
  -  Puerto Rico
- Compitió por última vez en 1987.
  -  Panamá

### Retiros
| - Barbados - Bulgaria - Egipto - India - Islas Vírgenes Británicas - Islas Cook - Isla de Man | - Líbano - Liberia - San Cristóbal y Nieves - Suazilandia - Islas Turcas y Caicos - Uruguay |

## Crossovers
| Miss Universo - 1988: Noruega - Bente Brunland (Top 10) - 1989: España - Eva Pedraza - 1989: Finlandia - Åsa Maria Lövdahl (Top 10) - 1989: Luxemburgo - Chris Scott - 1989: Nigeria - Bianca Onoh - 1990: Checoslovaquia - Jana Hronková (Top 10) - 1990: Gibraltar - Audrey Gingell - 1990: Irlanda - Barbara Ann Curran - 1990: Portugal - Maria Angelica Mira Rosado - 1990: Suiza - Catherine Mesot - 1997: Islas Vírgenes de los Estados Unidos - Vanessa Thomas Miss Internacional - 1987: Irlanda - Barbara Ann Curran - 1989: Costa Rica - María Antonieta Sáenz Vargas - 1989: Polonia - Aneta Beata Kreglicka (Primera Finalista) Miss Europa - 1991: Suiza - Catherine Mesot Miss Escandinavia - 1990: Finlandia - Åsa Maria Lövdahl (Segunda Finalista) - 1990: Islandia - Hugrun Linda Gudmundsdóttir (Primera Finalista) Miss Hispanidad - 1989: Panamá - Gloria Stella Quintana (Ganadora) - 1989: Venezuela - Fabiola Chiara Candosin (Primera Finalista) - 1990: Honduras - Belinda Bodden - 1990: México - Nelia María Ochoa | Miss Wonderland - 1989: Costa Rica - María Antonieta Sáenz Vargas Miss Chino Internacional - 1989: Macao - Guilhermina Madeira da Silva Pedruco (Segunda Finalista) Miss Asia-Pacific World - 1989: Hong Kong - Ewong Yung-Hung (Semifinalista) Miss Charm International - 1989: Nigeria - Bianca Onoh Miss Globe - 1989: Alemania - Jasmine Bell International Flower Queen - 1989: Colombia - Mónica María Isaza (Ganadora) Miss Young International - 1983: Australia - Natalie Tania McCurry Most Beautiful Girl in the World - 1985: Australia - Natalie Tania McCurry (Semifinalista) Miss Banana - 1989: Ecuador - Ximena Correa Flower Queen - 1990: Grecia - Katerina Petropoulou Int'l Queen of Harvest - 1990: México - Nelia María Ochoa (Semifinalista) Miss Latinoamérica - 1989: Paraguay - Alicia Jaime (Cuarta Finalista) |

## Otros datos de relevancia
- Grace Chabari (Kenia) en la actualidad es modelo profesional y trabaja en una agencia de modelos en Düsseldorf, Alemania.

- Fabiola Candosin (Venezuela) se residenció en Italia donde vivió hasta su muerte por causa del cáncer que padeció falleció el pasado miércoles 27 de febrero de 2019 en la ciudad de Padua, Italia tras ser víctima del cáncer, una lucha que llevó desde hace algunos años. Asimismo, en cuanto a su carrera profesional, Fabiola fue una ingeniera civil, graduada con honores de la Universidad Santa María  en el año 1995, y luego estudió en el  Colegio de Ingenieros de Venezuela en el mismo año.